# Elizabeth Greenwood

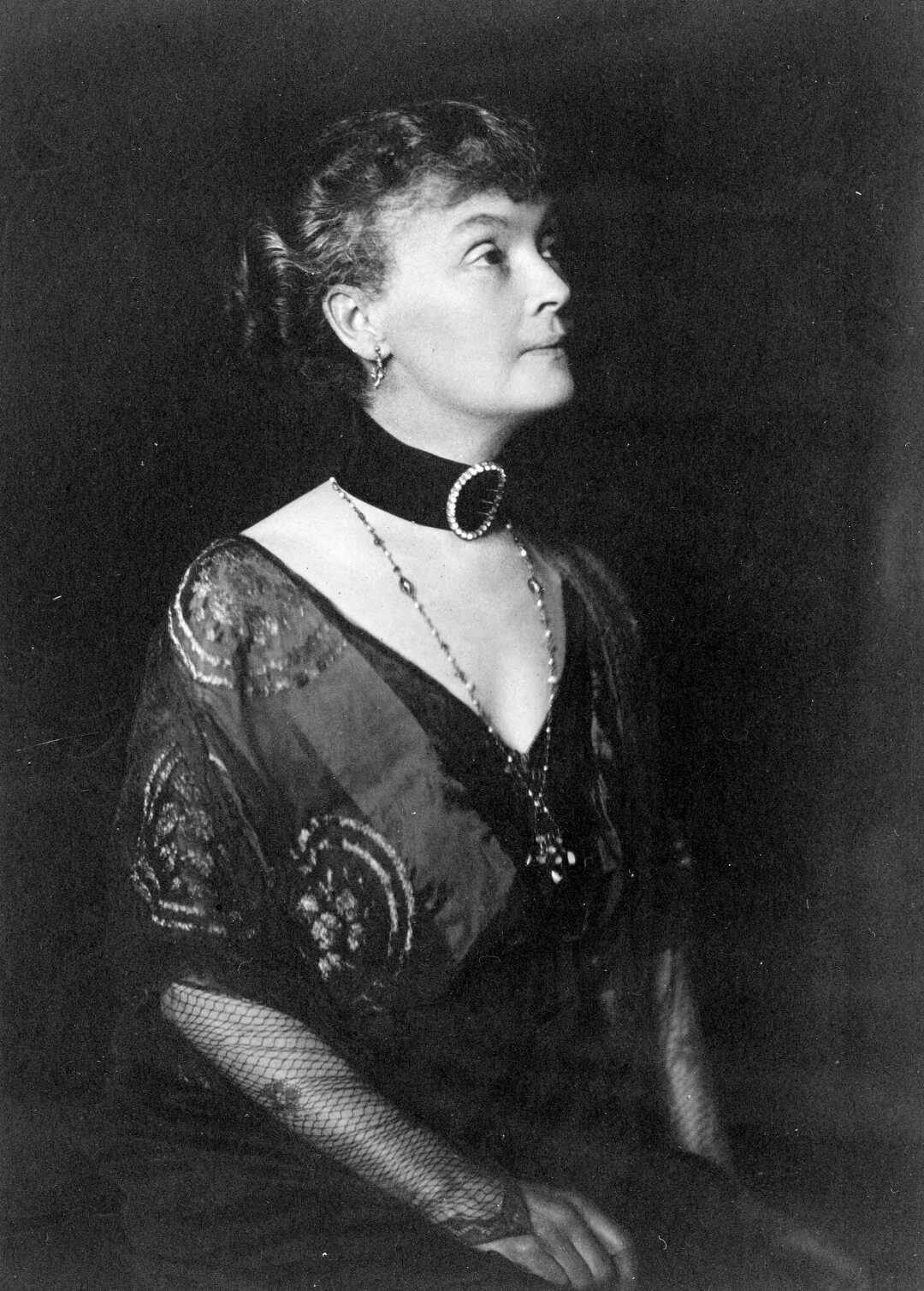
Portrét Annie Burnell Beauchamp

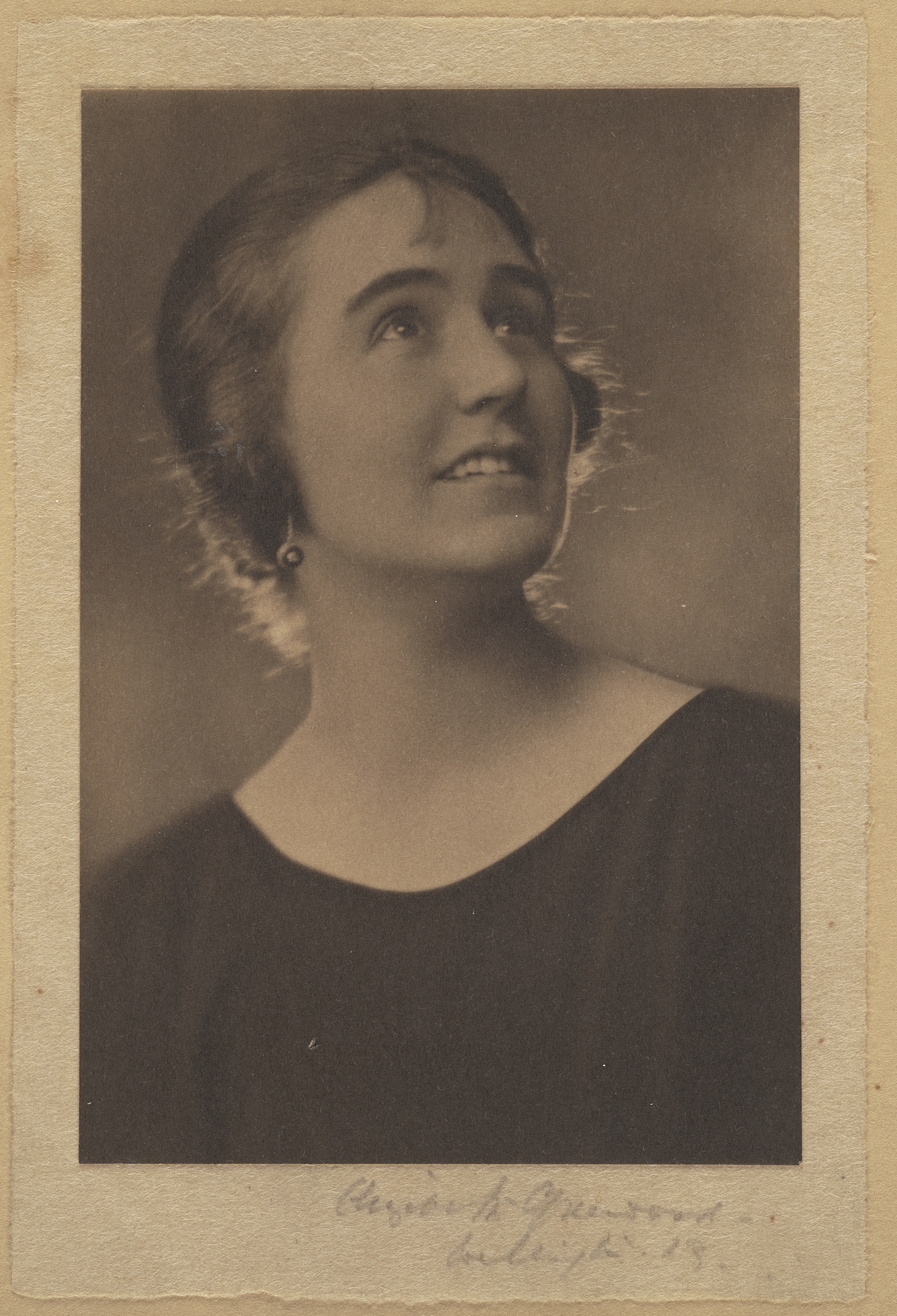
Portrét mladé ženy, 1923

Mary Elizabeth Greenwood (10. března 1873 – 28. července 1961) byla novozélandská fotografka. Byla jednou z prvních propagátorek autochromního fotografického procesu na Novém Zélandu. Její práce jsou ve sbírkách Muzea Nového Zélandu Te Papa Tongarewa a Národní knihovny Nového Zélandu.

## Životopis
Greenwood vlastnila a provozovala komerční fotografické studio Elizabeth Greenwood Studios na Woodward Street ve Wellingtonu. Převážně fotografovala společenské události a portrétní fotografie. Greenwood byla také členkou Wellington Camera Clubu, byla porotkyní ve fotografických soutěžích a přednášela. V roce 1908 pořídila rozhovor o autochromním fotografickémprocesu s reportérem novin Dominion. Demonstrovala tak reportérovi a čtenářům ve své době ukázku zcela nové techniky.
Ačkoli místo, kde se nachází většina fotografického materiálu a autochromových desek, není známo, Muzeum Nového Zélandu Te Papa Tongarewa a Národní knihovna Nového Zélandu mají ve svých sbírkách několik jejích děl.

## Rodina
Otcem Greenwoodové byl Frederick Daw Greenwood, bratr učitelky a sociální pracovnice Ellen Sarah Greenwoodové. Greenwood pořídila portrétní fotografii své tety, kterou darovala Památníku Levin Memorial Home na památku charitativní práce své tety.